# Vieux (Calvados)
 Vieux  es una población y comuna francesa, situada en la región de Baja Normandía, departamento de Calvados, en el distrito de Caen y cantón de Évrecy.

## Demografía
| 360 | 398 | 411 | 509 | 671 | 585 |
| Para los censos de 1962 a 1999 la población legal corresponde a la población sin duplicidades (Fuente: INSEE [Consultar]) |     |     |     |     |     |